# Цибулевий суп

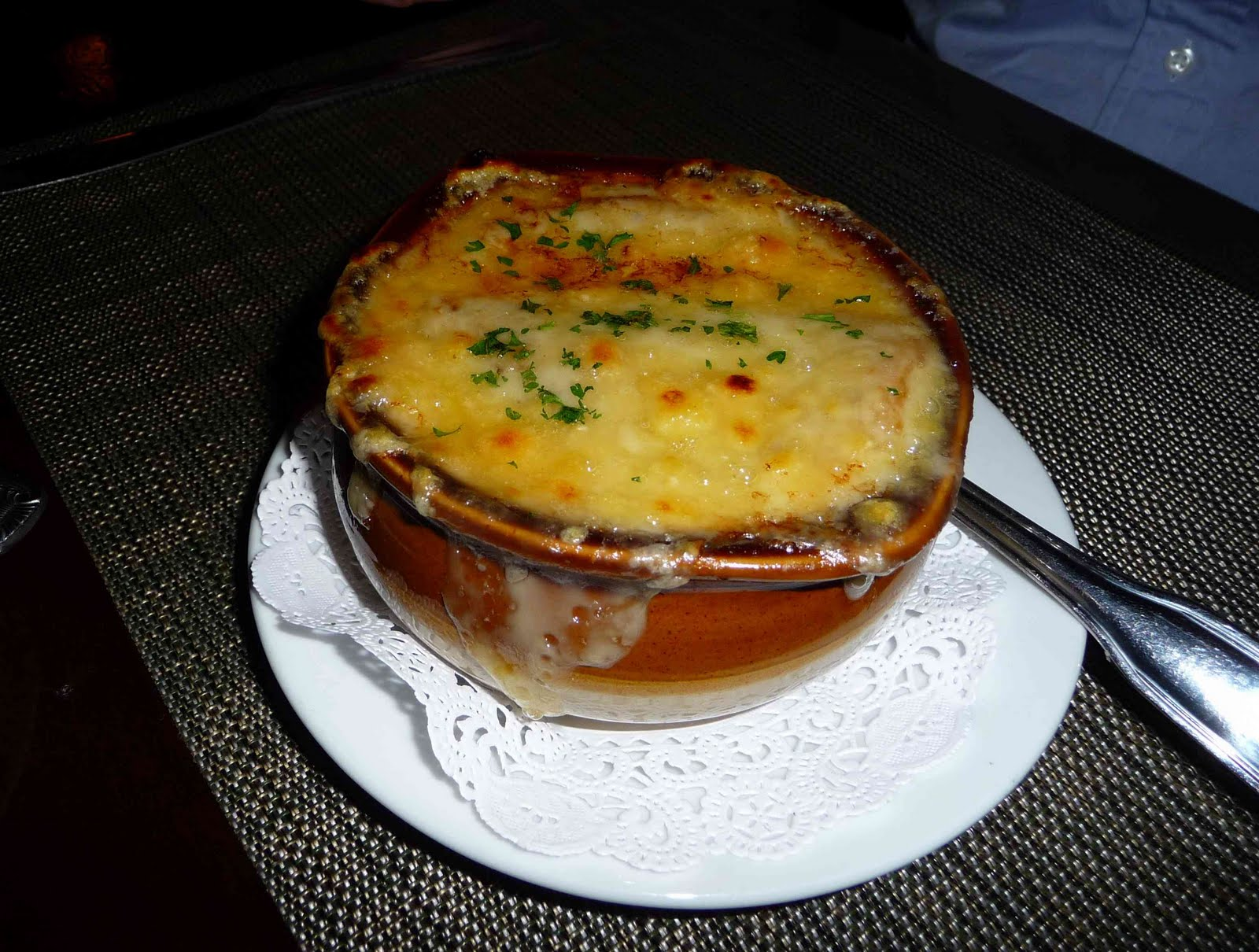
Цибулевий суп із скоринкою.

Цибу́левий суп, або цибулівка — суп, основним складником якого виступає цибуля. Належить до класичних страв французької кухні.

## Історія і традиції
Цибулевий суп — це відома і популярна страва ще з часів Римської імперії. Протягом всієї історії цибулевий суп часто вважався їжею для бідних людей, бо для його приготування не треба було витрачати багато коштів: цибулі завжди було достатньо, до того ж вона була проста і невибаглива у вирощуванні. Сучасний варіант цього супу бере свій початок у Франції в сімнадцятому столітті. За легендою цибулевий суп вперше приготував Король-Сонце Людовик XV. Якось уночі йому дуже захотілося їсти, але в його мисливському будиночку, де він перебував у той час, не виявилося ніяких інших продуктів, окрім цибулі, масла і шампанського. Король змішав всі ці інгредієнти, і отримав оригінальний і дуже смачний суп. Так народилася нова страва — цибулевий суп, рецепт якого з роками змінювався і доповнювався новими інгредієнтами, що від цього ставав ще улюбленішим. Але, швидше за все, це, справді, лише легенда: смачний, доступний і дешевий цибулевий суп у різних варіаціях був дуже популярний серед бідних верств населення, і під час їжі, звичайно, винахідливі і горді французькі бідняки із задоволенням ділилися один з одним цією історією, нехай і вигаданою.
Цибулевий суп у різних варіаціях мають багато народів Європи та Азії. Наприклад, є узбецький цибулевий суп — єрма, також вельми поживний (з курдючним жиром, дуже калорійний) і смачний. Цибулевий суп був популярний на території Європи з давніх часів, причому готували його в основному в бідних сім'ях. Але найвідомішим залишається французький цибулевий суп, що готували при дворах монархів, коли розваги затягувалися далеко за північ. Сучасна версія цибулевого супу з'явилася у Франції в XVII—XVIII столітті. Існує багато рецептів цибулевого супу. Оскільки початковий рецепт цибулевого супу, імовірно, був дуже простий, у кожного кухаря існувала й існує потреба його удосконалити і додати в нього щось своє. Це нормально і відповідає творчому духу французької кухні.
Цей класичний французький суп подавався як нічна закуска тим, хто працював у ніч. Почалася ця традиція на відкритому ринку Les Halles в Парижі, де нічні вантажники зупинялися на перерву поїсти цього супу.

## Цибулевий суп в літературі
Рецепт цибулевого супу описаний в романі Еміля Золя «Черево Парижа»:
|  | Матушка Шантмес торгувала очищеними овочами; на столі, накритому чорною шерстяною тканиною і скропленому водою, вона тримала картоплю, ріпу та моркву, складені по чотири штуки, пірамідою, три штуки утворювали основу піраміди, а одна - верхівку, це була готова порція для супу, яку можна запропонувати господині, що запізнилася на ринок. |

«Черево Парижа» (Ventre de Paris) — галасливий, вируючий квартал, якого більше не існує. Найпоширенішим в кафе та бістро «Черева Парижа» був знаменитий цибулевий суп. Це була перша гаряча страва, яку кухарі варили з ранку. Для вантажників, м'ясників, роздільників риби, що пропрацювали всю ніч на ринку, цибулевий суп подавався як сніданок. І сьогодні в ресторанах на місці колишнього ринку, що зберегли старі назви, можна отримати миску цибулевого супу, смак якого не змінився, на відміну від навколишнього міського ландшафту. Цибулевий суп — проста ситна страва, практично народна.

## Приготування
Французький цибулевий суп (soupe а l'oignon gratinée а la française) є найвідомішим з заправних супів (заправні супи — прозорі супи на основі консоме, міцного прозорого бульйона з м'яса, птиці або дичини, освітленого і знежиреного). Його готують у духовці на основі коричневого бульйону з цибулі в спеціальному посуді, який закривають, як кришкою, тостом. Класичний цибулевий суп готується на яловичому бульйоні, зі приправами і вершками, часто з додаванням білого вина, і обов'язково подається з грінками або ж узагалі в тарілці з хлібної кірки. І ще там має бути сирна скоринка, яку треба розбивати. Але основа для супу — це цибуля. Потрібно не тільки правильно вибрати більш солодкий сорт, а й правильно пасерувати цибулю — підсмажити до золотисто-коричневого кольору на повільному вогні у великій кількості вершкового масла з додаванням борошна (зазвичай це роблять у каструлі з товстим дном, в якій потім і варять суп). Адже своїм багатим ароматом суп зобов'язаний саме пасерованій цибулі. Щоб яскравіше проявилися ці аромати, цибулю треба довго пасерувати. Процес розтягується від півгодини до декількох годин у особливо скрупульозних кухарів, які бажають досягти м'якого смаку за рахунок карамелізації цукру, що міститься в цибулі. Шеф-кухар часто нікуди не поспішає, що дозволяє йому досягти цього результату. Для надання особливого смаку в цибулевий суп іноді додають біле сухе вино або херес. Один із частих інгредієнтів цибулевого супу — сир. Подають цибулевий суп з грінками. Грінки до супу можна подати окремо, а можна покласти їх на дно супової тарілки, посипати сиром і тільки потім влити суп.

## Цікаві факти
- Французи вважають цибулевий суп відмінним засобом від похмілля, головного болю і вживають для підняття загального тонусу організму.
- У Франції цибулевий суп часто подають в нічних ресторанах.[4]